# Lopera
Lopera est une commune située dans la province de Jaén de la communauté autonome d'Andalousie en Espagne.

## Histoire
La bataille de Lopera est un des combats livrés lors de la guerre d'Espagne entre les forces nationalistes et les troupes républicaines. Les opérations se déroulèrent entre le 27 décembre 1936 et le 29 décembre 1936, en réponse à la Ofensiva de la Aceituna (« Offensive de l'Olive ») lancée en décembre 1936 par Gonzalo Queipo de Llano sur la région d'Andalousie (productrice d'huile d'olive).

## Administration
| Période                                  | Période | Identité                           | Étiquette  | Qualité |
| ---------------------------------------- | ------- | ---------------------------------- | ---------- | ------- |
| 1931                                     | 1932    | Francisco Thomas Herrador Carrasco | Socialiste | Maire   |
| Les données manquantes sont à compléter. |         |                                    |            |         |